# Segelfluggelände Tauberbischofsheim

i7
i11
i13
Das Segelfluggelände Tauberbischofsheim, auch Segelfluggelände Hochhausen, ist ein Segelfluggelände bei Hochhausen, einem Stadtteil von Tauberbischofsheim im Main-Tauber-Kreis in Baden-Württemberg.

## Geschichte

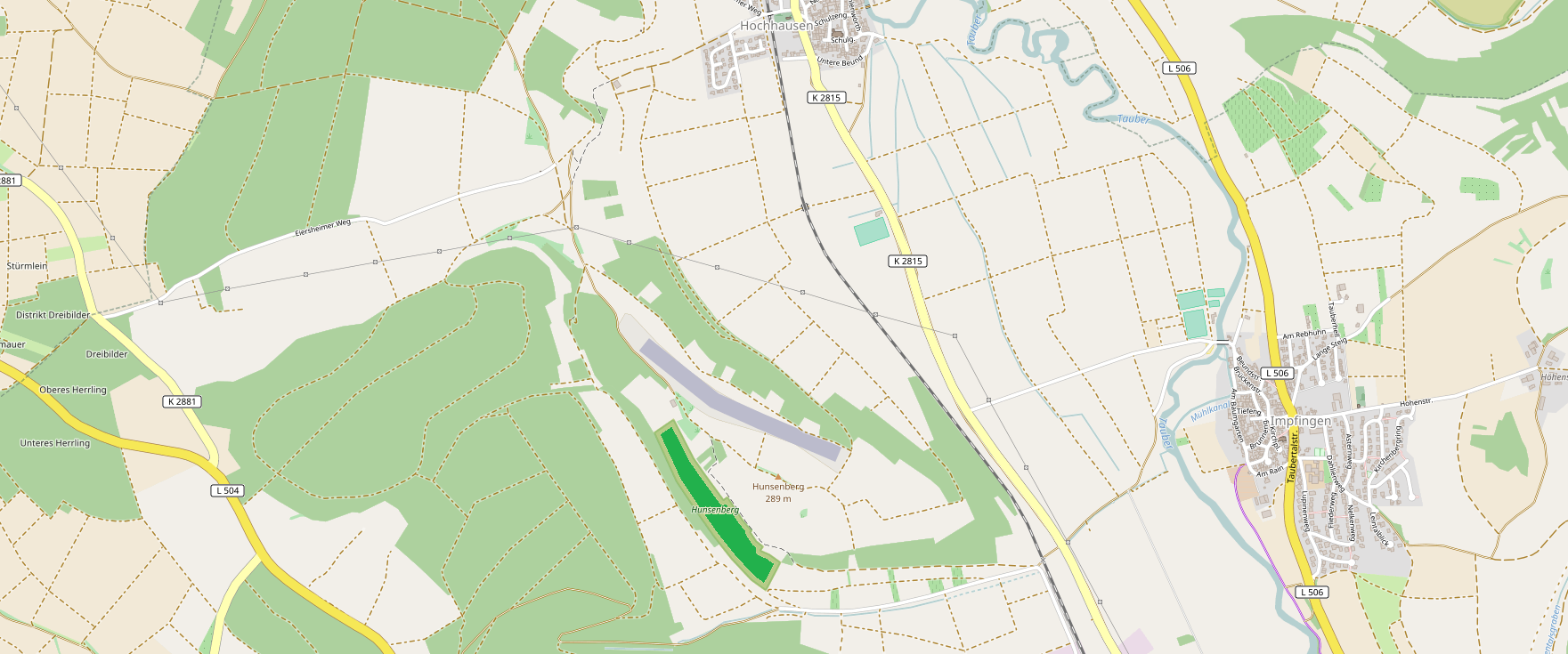
Lage des Segelfluggeländes auf dem Hunsenberg

Die Geschichte der Segelfliegerei begann in Tauberbischofsheim bereits in den 1930er Jahren. Zu dieser Zeit wurde mit einem Gummiseil vom Tauberbischofsheimer Hammberg an dessen Osthang bei Westwind aus gestartet. Die Startstelle lag damals oberhalb des heutigen Krankenhauses Tauberbischofsheim.
Im Jahre 1968 wurde der Aero Club Tauberbischofsheim e. V. gegründet. Ab dem Anfang der 1970er Jahre wurde das heutige Segelfluggelände mit einer Flugzeughalle, einer Start- sowie zwei Landebahnen auf dem Hunsenberg bei Tauberbischofsheim-Hochhausen durch jahrelange ehrenamtliche Arbeit errichtet. Der Aero Club Tauberbischofsheim e. V. hat heute etwa 40 aktive und fördernde Mitglieder. Piloten des Vereins waren schon mehrfach bei regionalen Segelflugwettbewerben sowie bei Segelflugwettbewerben auf Landesebene und nationaler Ebene erfolgreich.

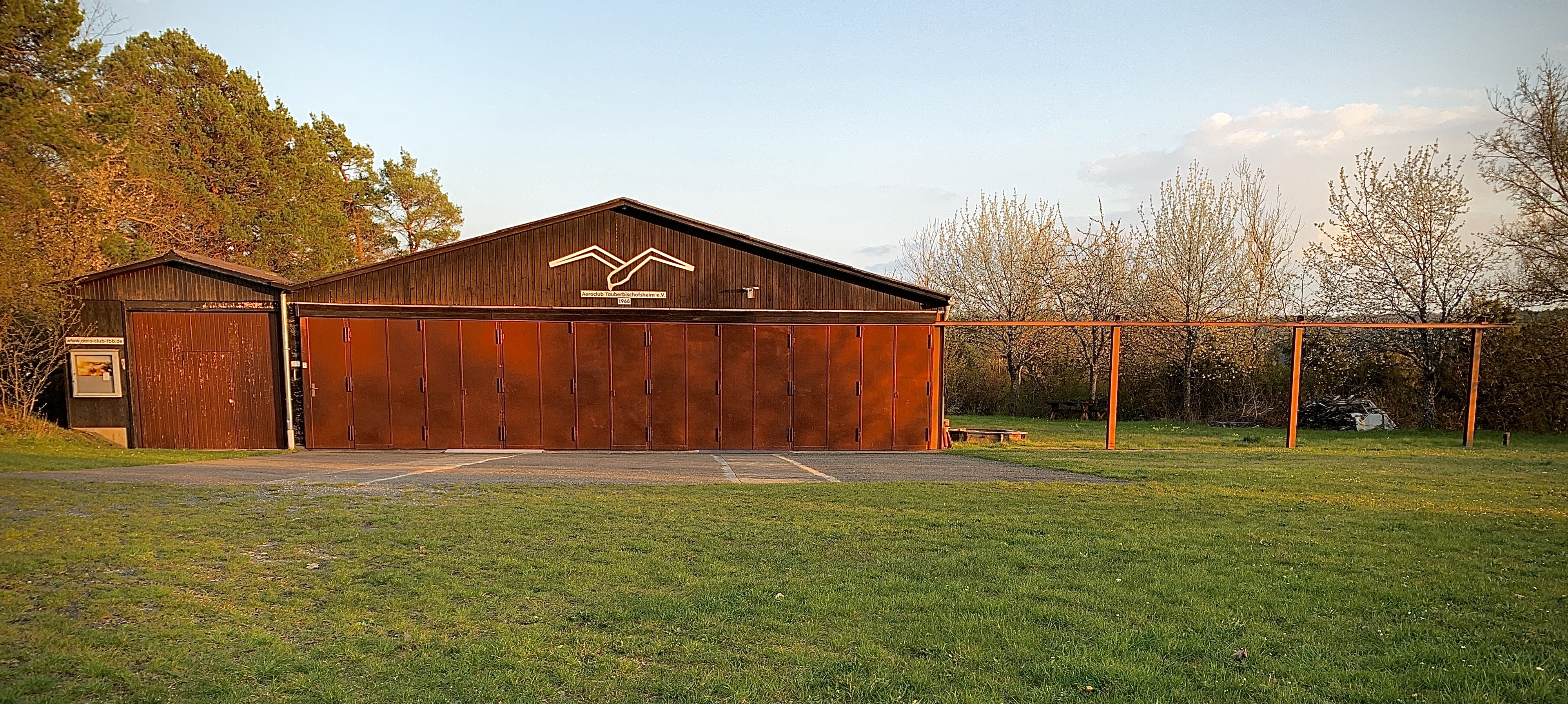
Geschlossener Hangar auf dem Hunsenberg
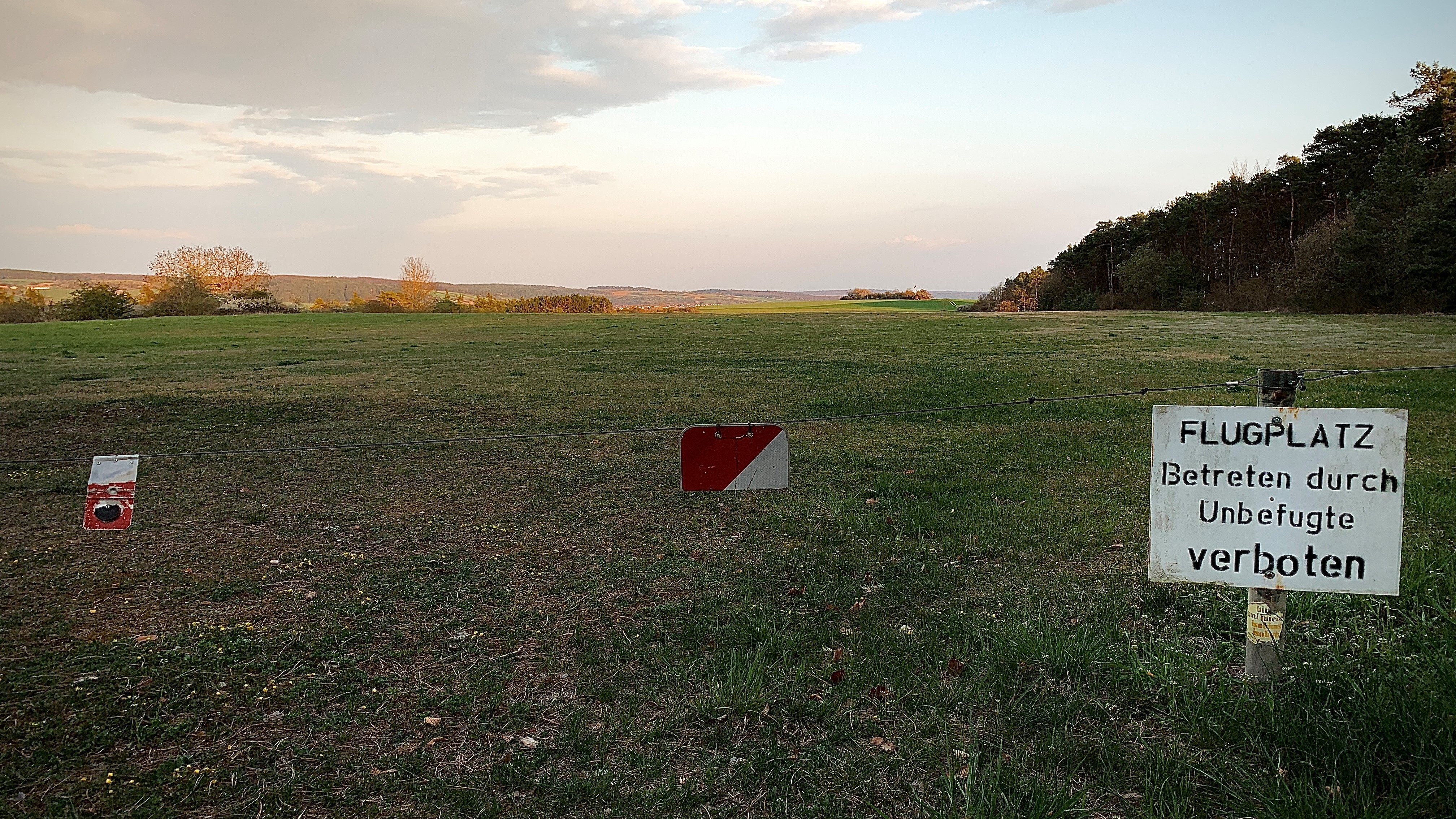
Landebahn 14 mit Warnhinweis
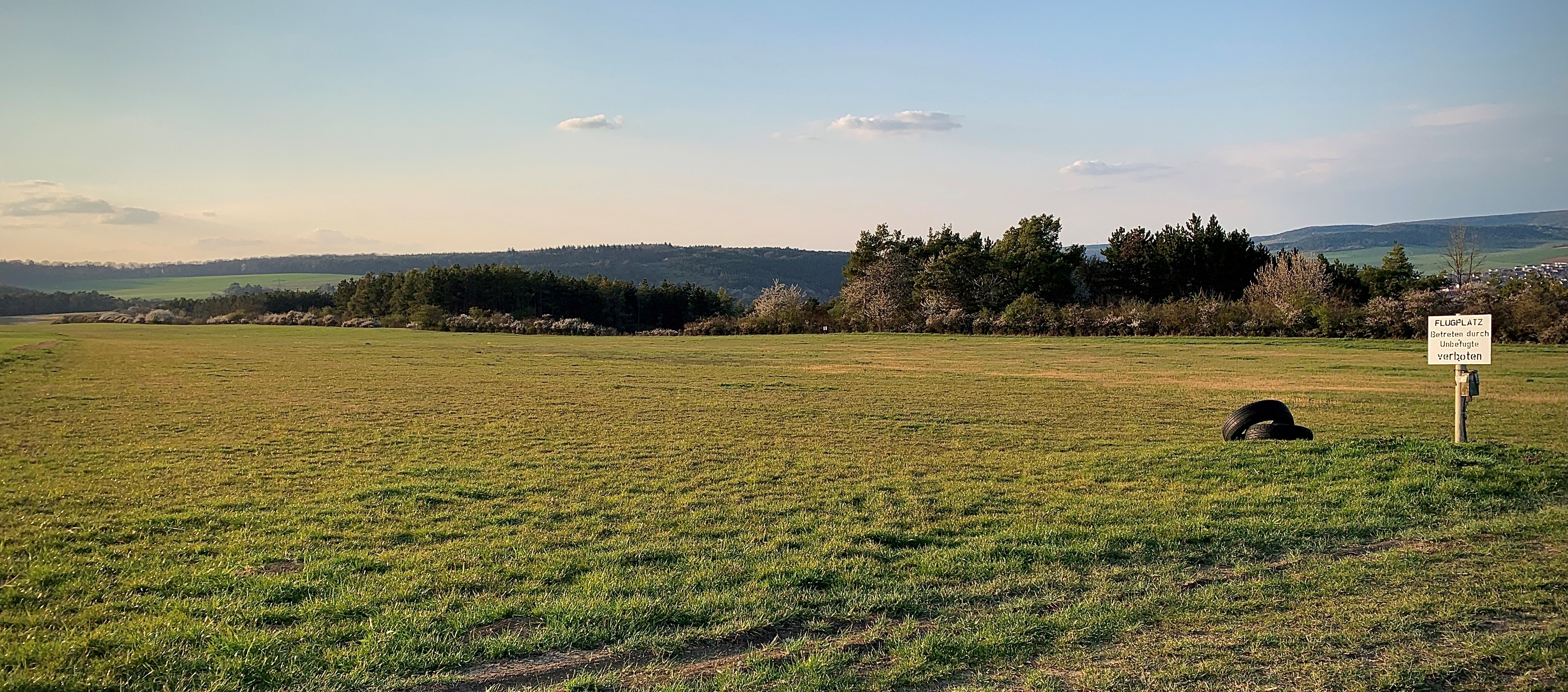
Start- und Landebahn 30 mit Warnhinweis

## Flugbetrieb
Das Segelfluggelände ist mit einer 900 m langen und 30 m breiten Start- und Landebahn aus Gras (Richtung 12/30) sowie mit zwei 250 m langen und 30 m breiten Landebahnen aus Gras (Richtungen 14 und 30) ausgestattet. Es besitzt eine Betriebszulassung für Segelflugzeuge und Motorsegler, die nicht mit eigener Kraft starten. Segelflugzeuge und Motorsegler starten per Windenstart.
Der Halter und Betreiber des Segelfluggeländes ist der Aero Club Tauberbischofsheim e. V. Der Verein bildet Segelflieger aus, wobei die Ausbildung zum Segelflugpiloten ab 14 Jahren begonnen werden kann. Das Segelfluggelände wird in der Regel von April bis Oktober an Wochenenden bei brauchbarem Segelflugwetter genutzt. Um Nichtmitgliedern des Vereins die Gelegenheit zu bieten, einen Einblick in den Segelflugsport zu erhalten, werden gelegentlich zum Saisonstart Schnuppertage Segelfliegen beim Aero Club Tauberbischofsheim angeboten.

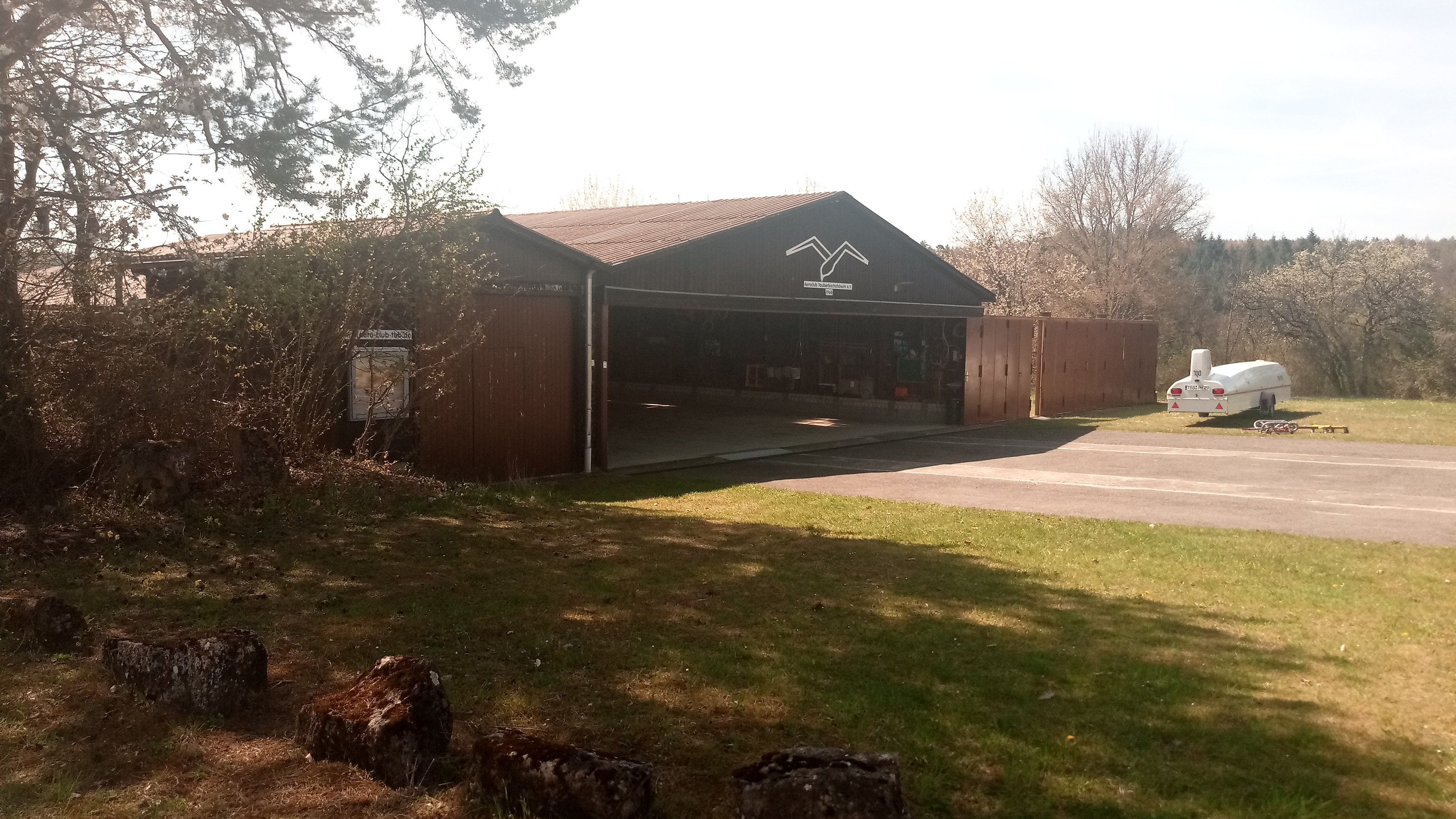
Offene Flugzeughalle beim Segelfluggelände
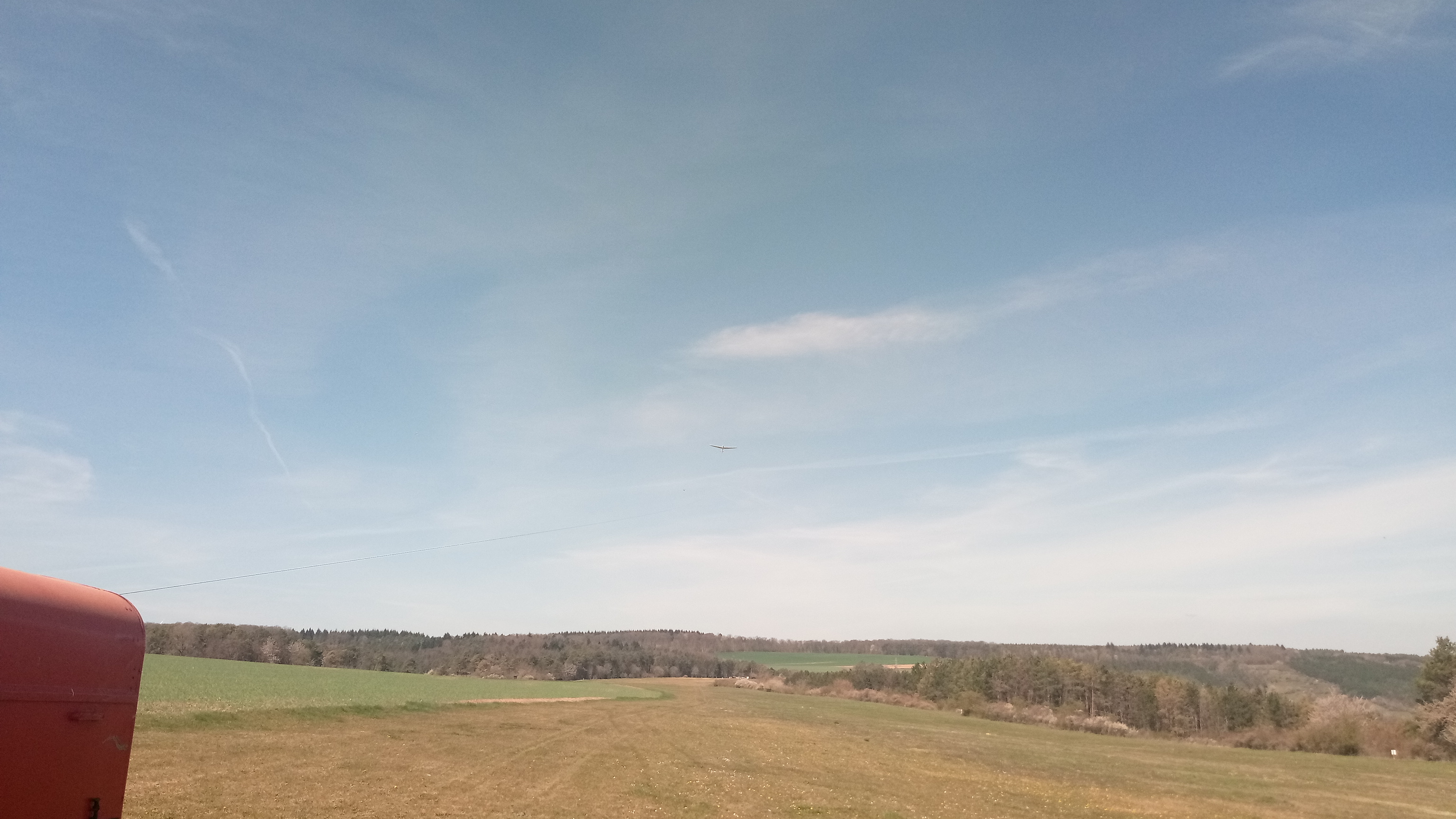
Windenstart eines Segelflugzeugs
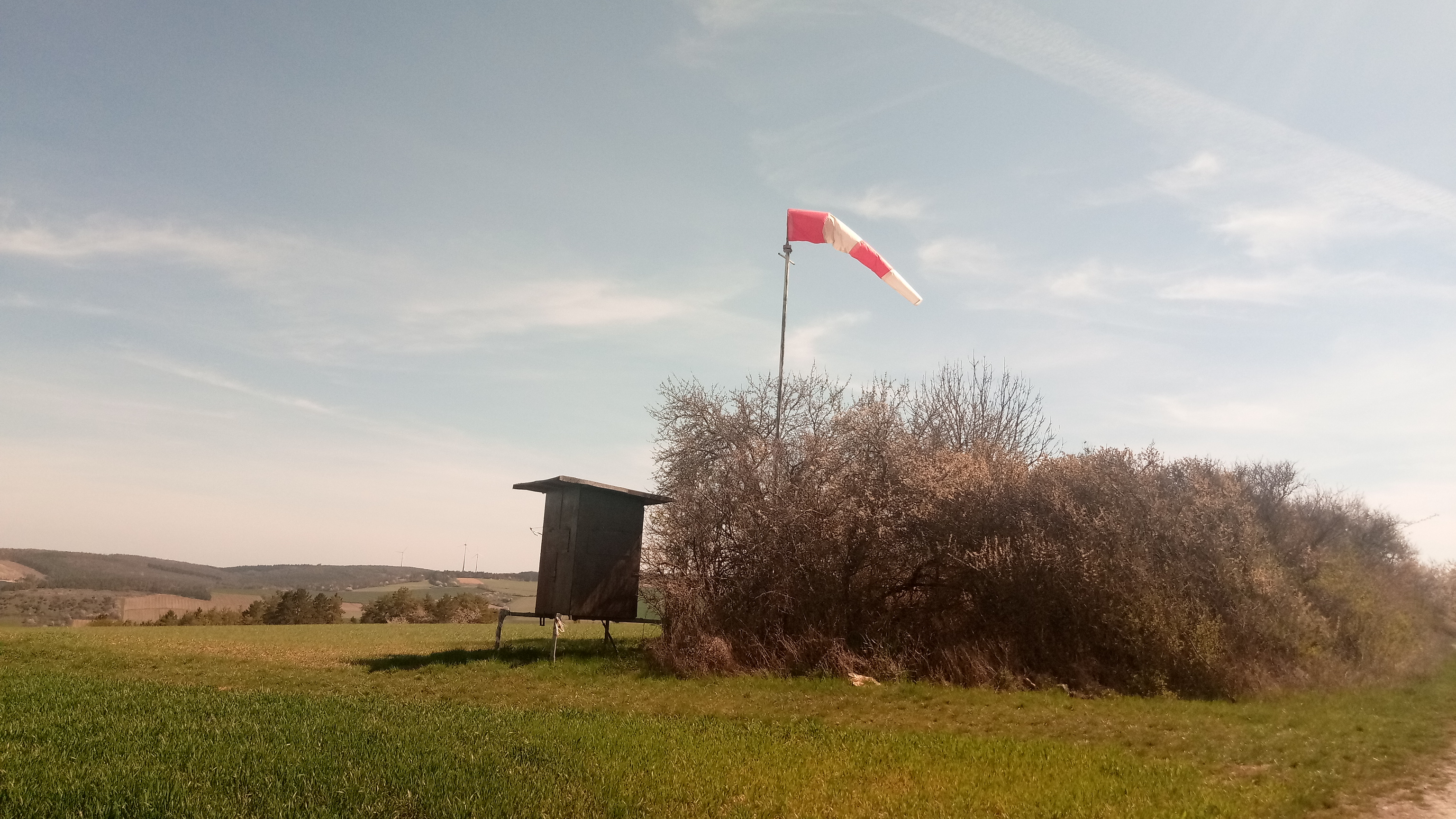
Windsack beim Segelfluggelände

## Flugzeugpark
Der Flugzeugpark des Segelfluggeländes umfasst derzeit die folgenden Typen:
- ASK 21 D-1544: Doppelsitzer in Glasfaser-Kunststoffbauweise für die ein- und doppelsitzige Segelflluggrund- und Streckenflugausbildung[12]
- LS 4 D-7898: Einsitzer in Kunststoffbauweise für Übungs- und Streckenflüge[13]
- LS 4b D-4520: Einsitzer in Glasfaser-Kunststoffbauweise für Übungs- und Streckenflüge[14]

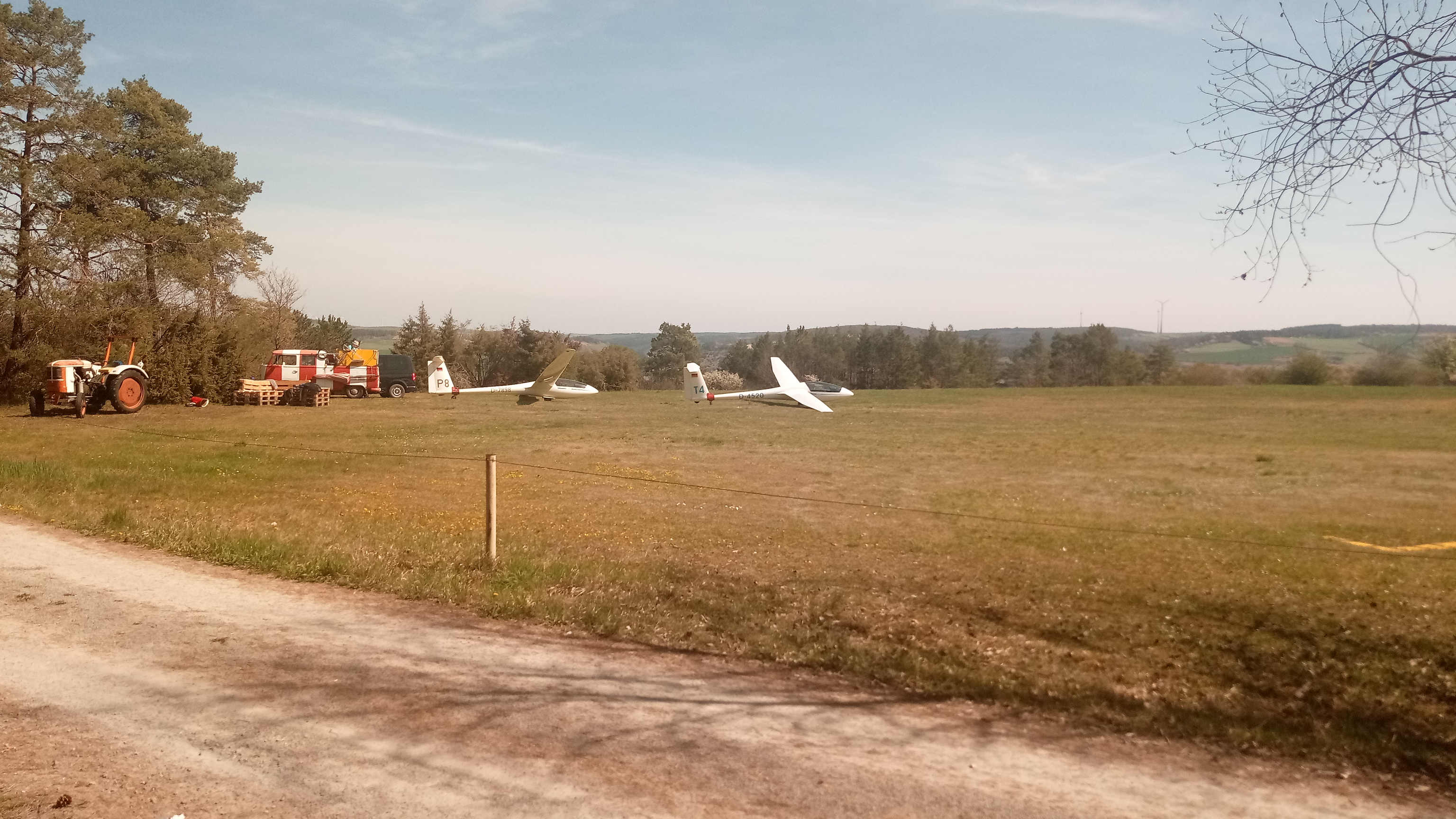
Zwei Segelflugzeuge
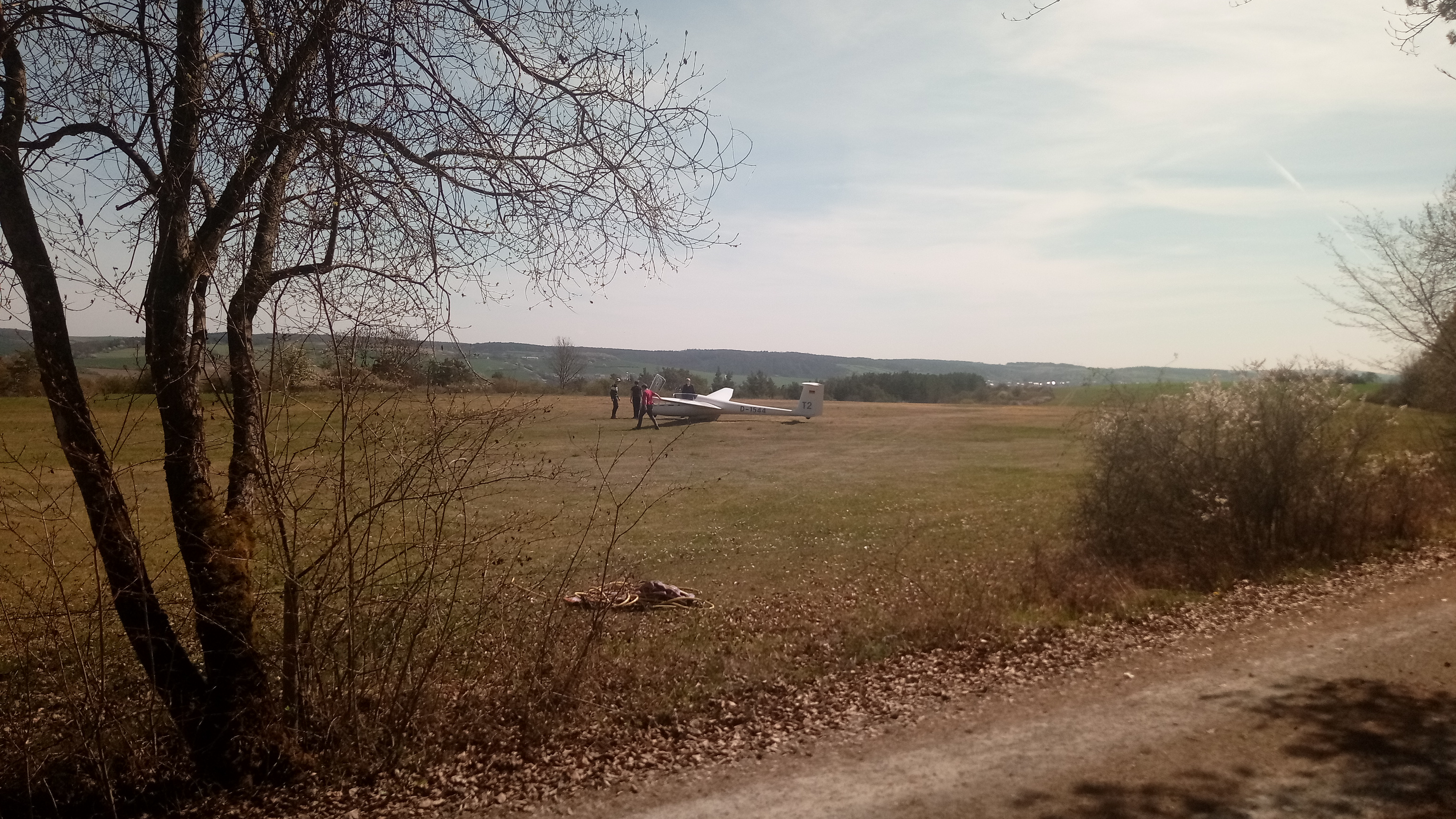
Ein Segelflugzeug
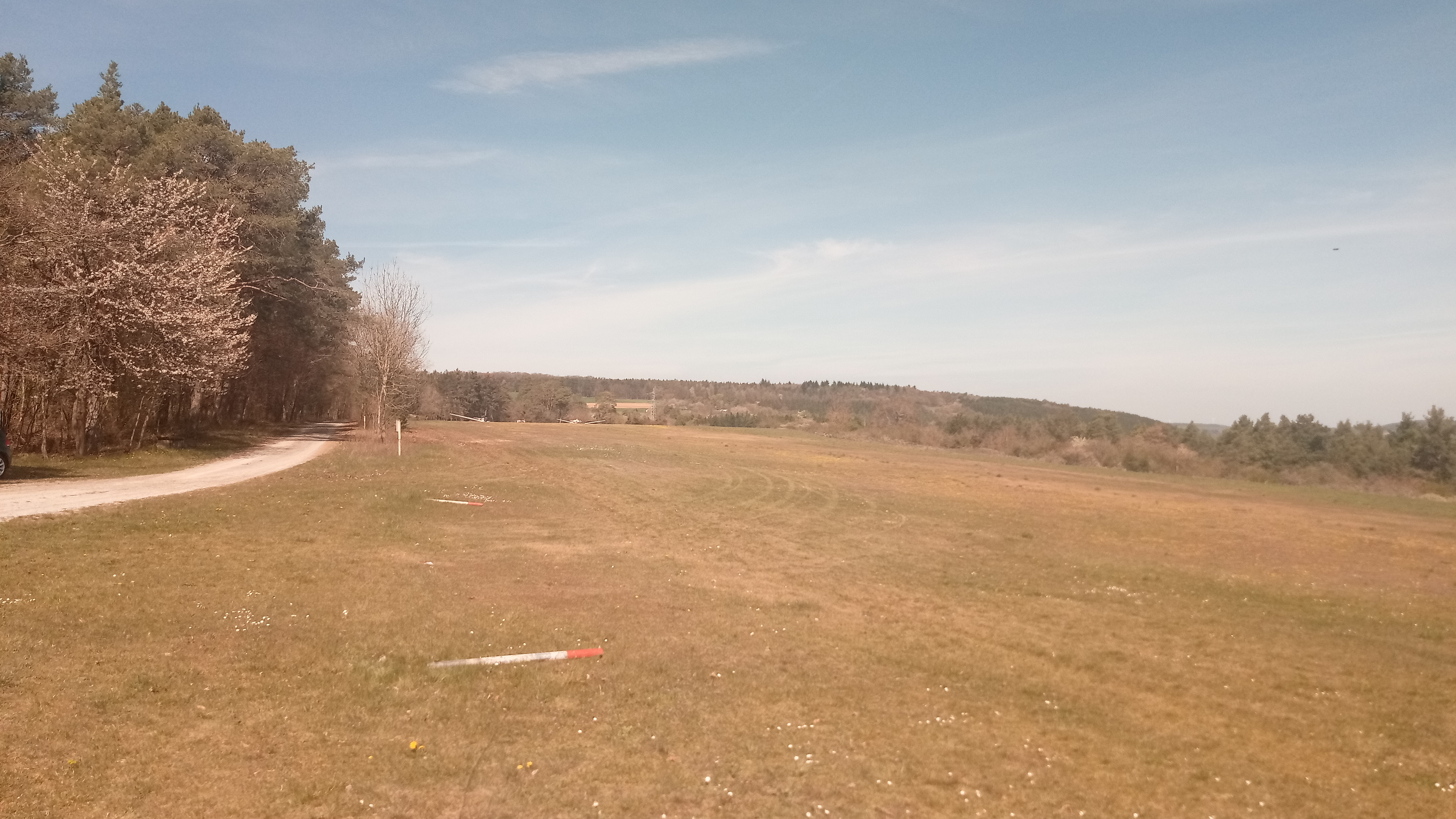
Zwei Segelflugzeuge